# Numa Ensch-Tesch
Charles Numa Ensch(-Tesch), né le 10 juin 1841 à Ruette et décédé le 30 octobre 1929 à Arlon, était un avocat et politicien belge.
Numa Ensch a doctoré en 1866 à la faculté de Droit à Bruxelles, pour ensuite travailler comme avocat à Arlon.
En 1869 il était juge suppléant à Arlon. En 1890, 1891, 1895 et 1896 il était bâtonnier de l'ordre des avocats d'Arlon.
Entre 1901 et 1921 il était bourgmestre d'Arlon, succédant Joseph Netzer, remplacé par Paul Reuter. Il était marié avec Flore Marie Emma Adolphine Léonie Tesch et il a adjoint son nom au sien. Flore Tesch était la fille d'Emmanuel Tesch et la nièce de Victor Tesch.
Il faisait partie du  conseil d'entreprise d'ARBED fondé en 1911.
Une avenue à Arlon fut nommé après lui.